# Izmenjava posojilnega tveganja
Izmenjava posojilnega tveganja (angleško credit default swap, CDS) je dvostranski dogovor o zavarovanju določene terjatve, kjer kupec izdajatelju plača premijo, izdajatelj pa mora kupcu v primeru neplačila dolga, za katerega je bil dogovor sklenjen, poplačati nastalo škodo.
Izmenjavo posojilnega tveganja se lahko preoblikuje tudi v vrednostni papir, ki ga kupi tretja oseba, ki nima zavarovalnega interesa. Zato se špekulacije s CDS-ji pogosto omenja kot enega od vidikov za nastanek svetovne gospodarske krize. Kot se je izrazil finančnik George Soros, je tisti, ki posluje s CDS-ji, podoben nekomu, k zavaruje sosedovo hišo, jo zažge in nato pobere premijo. Obenem je trgovanje s CDS-ji doseglo razsežnosti, ki so šle domnevno v bilijone dolarjev, zaradi česar je postalo sistemsko tveganje za svetovno gospodarstvo. Posli s CDS-ji so za nameček nepregledni, saj gre za dvostranski dogovor, o katerem ni treba obvestiti vladnih nadzornih agencij.
Konec leta 2007 je skupna ocenjena vrednost CDS-jev znašala dobrih 62 bilijonov dolarjev, sredi leta 2010 pa je padla na dobrih 26 bilijonov dolarjev.
Evropski parlament je novembra lani prepovedal trgovanje s t. i. golimi CDS-ji (tistimi, kjer pri kupcu ne obstaja zavarovalni interes) na državni dolg. Banke in druge finančne institucije torej ne bodo več smele kupovati CDS-jev, ne da bi imele obveznice države, za katere bi bila pogodba sklenjena.